# Clare Holman
Clare Margaret Holman (nacida el 12 de enero de 1964) es una actriz inglesa. Interpretó a la patóloga forense Dra. Laura Hobson en la serie de drama criminal Inspector Morse y en su spin-off Lewis de 1995 a 2015.

## Carrera
Holman comenzó su carrera como actriz en la película para televisión de 1988 The Rainbow basada en la novela de D. H. Lawrence, dirigida por Stuart Burge.
En 1989 interpretó el papel de la maestra de escuela Mary Llewellyn en una adaptación de The Fifteen Streets de Catherine Cookson.
En 1991, interpretó a Iris Bentley, hermana de Derek Bentley, interpretado por Christopher Eccleston, en la película Let Him Have It, y en 1992, prestó su voz a Julieta en la adaptación de Shakespeare: The Animated Tales de Romeo y Julieta.
Interpretó a Harper en la producción del Royal National Theatre de Angels in America: A Gay Fantasia on National Themes de Tony Kushner en noviembre de 1993. En 1995, Holman fue elegida como la Dra. Laura Hobson en la serie de drama criminal Inspector Morse, donde continuó interpretando ese papel hasta el año 2000, cuando terminó la serie.
Holman fue nominada al Premio de Teatro Laurence Olivier de 1997 a la Mejor Actriz de Reparto en 1996 por su actuación en ¿Quién teme a Virginia Woolf?. Apareció en tres episodios de Midsomer Murders como tres personajes diferentes. Los episodios se titulan Country Matters (2005), Ring Out Your Dead (2002) y The Miniature Murders (2019).
En 2006, Holman repitió su papel de la Dra. Hobson en la serie Lewis, cuya serie terminó en 2015. Ella apareció en los 33 episodios.
En 2007, Holman interpretó a Wendy, la narradora y madre de Michael, en la serie de televisión Fallen Angel, una historia sobre Rosie Byfield, la hija de un clérigo que crece hasta convertirse en una asesina psicópata, protagonizada por Emilia Fox.
En octubre de 2013 interpretó el papel de Liz en la producción de Tricycle Theatre de la obra de Moira Buffini Handbagged, y en 2015, Holman apareció en la película Suite francesa. De abril a mayo de 2015, apareció como Myra Bolton en la obra de Doris Lessing, Each His Own Wilderness, en el Orange Tree Theatre de Richmond, Londres.
Holman dirigió seis episodios de Doctors en 2010 y dos episodios de Holby City en 2012.

## Vida personal
Holman estaba casada con el director Howard Davies. Se casaron en abril de 2005 en Stratton, Cornualles, y estuvieron juntos hasta su muerte en octubre de 2016. Tiene hijastros y nietos del matrimonio anterior de su marido. Ella apoya el fin de la violencia contra las niñas y contribuye al Plan UK, parte de la campaña más grande del mundo por los derechos de las niñas.

## Filmografía
| Año       | Título                                      | Papel                                        | Notas                                                                                  |
| --------- | ------------------------------------------- | -------------------------------------------- | -------------------------------------------------------------------------------------- |
| 1988      | The Rainbow                                 | Gudrun Brangwen                              |                                                                                        |
| 1989      | The Fifteen Streets                         | Mary Llewellyn                               |                                                                                        |
| 1989      | Shalom Salaam                               | Jackie                                       | 5 episodios                                                                            |
| 1989      | Boon                                        | Isobel Sheridan                              | 1 episodio                                                                             |
| 1989      | The Woman in Black                          | Stella Kidd                                  |                                                                                        |
| 1990      | Screen Two                                  | Clio / Jenny                                 | 2 episodios                                                                            |
| 1991      | Let Him Have It                             | Iris Bentley                                 |                                                                                        |
| 1991      | Afraid of the Dark                          | Rose                                         |                                                                                        |
| 1992      | Shakespeare: The Animated Tales             | Julieta                                      | Voz                                                                                    |
| 1993      | Boiling Point                               | Nikki                                        |                                                                                        |
| 1994      | Tom & Viv                                   | Louise Purdon                                |                                                                                        |
|           | Paris                                       | Sister Annette                               |                                                                                        |
| 1995–2000 | Inspector Morse                             | Dr Laura Hobson                              |                                                                                        |
| 1996      | Giving Tongue                               | Jessie Fielding MP                           |                                                                                        |
| 1996      | The Bill                                    | Jane Laker                                   | 1 episodio                                                                             |
| 1996      | Frontiers                                   | DI Louise Raynor                             | 6 episodios                                                                            |
| 1996      | Out of The Blue                             | Barbara Garnham                              | 1 episodio                                                                             |
| 1996      | Soldier Soldier                             | DS Williams                                  | 1 episodio                                                                             |
| 1997–1999 | The Lakes                                   | Simone Fisher                                | 11 episodios                                                                           |
| 1998      | Big Women                                   | Zoe                                          | 3 episodios                                                                            |
| 1999      | Love in the 21st century                    | Sarah                                        | Episodio: "Toyboys"                                                                    |
| 1999      | Kid in the Corner                           | Theresa Letts                                | 1 episodio                                                                             |
| 1999      | David Copperfield                           | Rosa Dartle                                  | 1 episodio                                                                             |
| 2000      | Ruth Rendell Mysteries                      | Fay Devenish                                 | 1 episodio                                                                             |
| 2000      | Los misterios del auténtico Sherlock Holmes | Helena Petchey                               | Episodio: "The Photographer's Chair"                                                   |
| 2001      | The Innocent                                | Alison Huntley                               |                                                                                        |
| 2002      | Silent Witness                              | Theresa Dalton                               | 2 episodios: "Closed Ranks" (Parts 1 & 2)                                              |
| 2002–2019 | Midsomer Murders                            | Fiona Beauvoisin / Rose Southerly / Sue Tutt | “‘The Miniature Murders” (2019), “Country Matters” (2006), “Ring Out Your Dead” (2002) |
| 2003      | Island at War                               | Felicity Dorr                                | 6 episodios                                                                            |
| 2003      | Henry VIII                                  | Catherine Parr                               | 2 episodios, part 2                                                                    |
| 2003      | Agatha Christie: Sparkling Cyanide          | Alexandra Farraday                           | Episodio: “Sparkling Cyanide”                                                          |
| 2003      | Prime Suspect 6: The Last Witness           | Elizabeth Lukic                              | 1 episodio                                                                             |
| 2004      | Messiah: The Promise                        | Jaine Ellis                                  | 2 episodios                                                                            |
| 2005      | Digital Reaper                              | Mary Daines                                  |                                                                                        |
| 2006      | Blood Diamond                               | News Reporter #2                             |                                                                                        |
| 2006      | Agatha Christie's Marple                    | Miss Packard                                 | Episodio: "By The Pricking of My Thumbs"                                               |
| 2006–2015 | Lewis                                       | Dr. Laura Hobson                             |                                                                                        |
| 2007      | Fallen Angel                                | Wendy Ellis                                  |                                                                                        |
| 2008      | The Escort                                  | N/A                                          | Escritor y director                                                                    |
| 2009      | Heartbeat                                   | Sheena Buckley                               | Episodio: "Sweet Sorrow"                                                               |
| 2011      | Crimen en el paraíso                        | Molly Kerr                                   | Episodio: "Predicting Murder”                                                          |
| 2013      | Scott & Bailey                              | Sarah Gallagher                              | 1 episodio                                                                             |
| 2015      | Suite francesa                              | Marthe                                       |                                                                                        |
| 2016      | Silent Witness                              | Claudia Baxter                               | 2 episodios: "River's Edge" (Partes 1 & 2)                                             |
| 2016      | Waiting for You                             | Janet                                        |                                                                                        |
| 2017      | Rellik                                      | Rebecca Barker                               |                                                                                        |
| 2017      | The Crown                                   | Princesa Marina, Duquesa de Kent             | Episodio: "Mystery Man"                                                                |
| 2018      | The Little Drummer Girl                     | Miss Bach                                    | Serie de televisión, 6 episodios                                                       |
| 2018      | Only the Lonely                             | N/A                                          | Director; cortometraje                                                                 |
| 2019      | Dead Pixels                                 | Sylvia                                       | Episodio: “Betrothal”                                                                  |
| 2019      | MotherFatherSon                             | Coronel Reese                                | Miniserie de televisión, 3 episodios                                                   |
| 2019      | Agatha Raisin                               | Robin Barley                                 | Episodio: “The Haunted House”                                                          |
| 2020      | Maldita                                     | Lady Cacher                                  | “Bring Us in Good Ale”, The Fey Queen”                                                 |
| 2022      | Sherwood                                    | Helen St. Clair                              | 6 episodios                                                                            |
| 2022      | Treason                                     | Mary Angelis                                 | Serie de Netflix, 3 episodios                                                          |